# Monika (Doki Doki Literature Club!)
Monika (モニカ) é uma personagem fictícia e a principal antagonista do romance visual Doki Doki Literature Club!. A personagem foi criada por Dan Salvato e dublada por Jillian Ashcraft. Embora Monika pareça ser no início uma simples personagem de apoio que orienta o jogador em seu romance com os três interesses amorosos do jogo, mais tarde é revelado que ela tem consciência de sua existência como personagem de um romance visual; suas palavras, ações e ambiente tornam-se cada vez mais maliciosos à medida que ela deixa claras suas intenções.
A inspiração para a criação da personagem amplia o conceito de Salvato de um jogo de romance inocente que se desfaz lentamente com o tempo, à medida que coisas horríveis começam a acontecer e uma garota assume o controle. A aparência física de Monika passou por vários designs, um dos quais apresentava um efeito chibi. Monika foi bem recebida por críticos e jogadores, alguns dos quais a chamaram de desarmante, passivo-agressiva, trágica, sinistra e espirituosa. Ela é considerada uma das melhores personagens de jogos eletrônicos, principalmente entre os criados na década de 2010.

## Conceito e criação
Monika foi criada por Dan Salvato para o jogo eletrônico Doki Doki Literature Club. Ela é a personagem de tutorial que orienta o jogador durante a narrativa. No entanto, à medida que o jogo avançava, os outros personagens do jogo se tornam erráticos, com a revelação de que Monika é consciente, e que manipulou os arquivos de outros personagens para torná-los detestáveis ao jogador. O escritor Christopher Patterson a descreve como uma yandere, um tipo de personagem que se apaixona perdidamente por alguém de forma doentia. Salvato afirmou que começou a ver mais "realidade" no design de Monika ao escrevê-la, querendo explorá-la como mais do que apenas uma personagem genérica de anime.
Discutindo a criação de Monika e suas habilidades, Salvato explicou que se inspirou em "coisas que são assustadoras porque deixam você desconfortável, não porque enfiam coisas de aparência assustadora na sua cara". Para conseguir isso, Salvato desenvolveu a fachada de um cenário fofo, que se desmancharia com o tempo, juntamente com o comportamento dos personagens, e, por fim, seria revelado o papel de uma personagem maligna (Monika) que havia tomado do jogador o controle do jogo.
Durante a criação dos elementos de terror do jogo, Salvato se inspirou em Yume Nikki e Eversion, enfatizando para sua equipe que ele queria que o mercado de romances visuais se tornasse muito mais ousado e parasse de reusar os mesmos conceitos de enredo. As outras personagens modelos do jogo, especificamente Sayori, Yuri, e Natsuki, foram baseadas em arquétipo comuns de anime (como tsundere e amiga de infância) e foram dadas nomes japoneses para dar uma impressão de pseudo-japonês típica de romances visuais produzidos no ocidente. A única exceção a esses formatos é Monika, que recebeu um nome e um padrão de fala em inglês como uma indicação de sua natureza individual em comparação com os outros personagens. Salvato discutiu como, no final, Monika começa a respeitar o próprio jogo. Enquanto localizavam o jogo para o japonês, os localizadores tiveram problemas com a tradução de “Just Monika”, mas no fim decidiram usar “Monika dake” como uma tradução não oficial.
Como Salvato não tinha habilidade artística, ele usou um programa de criação de animes on-line gratuito para criar o design inicial de Monika e das outras personagens, e aplicou esses designs em versões de teste do jogo. Salvato reconheceu que um produto com essa qualidade não satisfaria os potenciais jogadores, então pediu a seu amigo, um tradutor do Sekai Project, esboços de uniformes escolares e penteados para a personagem. O design final de Monika no jogo foi feito pela artista Satchely. O sprite da Monika foi criado em várias partes para dar mais variedade às poses.

## Aparições
Monika é um dos quatro membros do clube de literatura em Doki Doki Literature Club!, tendo o papel de presidente e garota legal que está se preparando para um festival da escola. Ela faz parte desse grupo ao lado de suas colegas Sayori, Yuri, e Natsuki, com o mais novo integrante sendo o protagonista. No entanto, ela passa por uma epifania que a leva a descobrir que ela e todas as suas amigas são personagens de um simulador de romance. Isso muda drasticamente sua atitude em relação às outras garotas ao perceber que ela não estava disponível para ser escolhida como opção de romance pelo protagonista, tendo sido escrita para ser uma personagem coadjuvante bidimensional. Ela é capaz de manipular o roteiro e o código do jogo e quebrar a quarta parede, levando-a a manipular o roteiro para fazer coisas como piorar os traços negativos das outras personagens Sayori e Yuri (respectivamente depressão e automutilação), na esperança de que o jogador a escolha em vez delas.
Por fim, Monika manipula o código de Sayori para que ela cometa suicídio por enforcamento, o que faz com que o roteiro seja interrompido e Sayori seja removida do jogo antes que ele seja reiniciado. Devido à manipulação do roteiro por Monika, a partir desse ponto, há uma variedade de "falhas" no jogo, e ela manipula Yuri e Natsuki para tornar o comportamento delas mais errático. Ela também tenta impedir que o jogador escolha Yuri ou Natsuki, com a frase "Apenas Monika" aparecendo em um determinado momento. Isso faz com que Yuri se mate devido à obsessão excessiva pelo protagonista, e Monika exclui os arquivos de Yuri e Natsuki. O jogo recomeça apenas com o protagonista e Monika, com ela explicando que, em vez de amar o protagonista, ela ama o jogador. A partir desse ponto, ela discutirá vários tópicos, como amor e vegetarianismo, até que o jogador exclua o arquivo de Monika do jogo.
Inicialmente, Monika fica furiosa por ter sido excluída, mas acaba se arrependendo da forma como tratou as outras. Ela opta por trazer as outras três de volta enquanto remove a si mesma. A partir daí, há dois finais possíveis. No final normal, Sayori, que agora se tornou a presidente, ganha consciência de si mesma e os poderes de Monika. Depois de tentar prender o jogador como Monika fez, Monika decide excluir o jogo inteiro para proteger o jogador. Monika se comunica com o jogador vocalmente, cantando a música "Your Reality" e tocando piano enquanto exclui os arquivos. Nesse final, ela deixa um memorando explicando suas ações. O outro final exige que o jogador passe tempo com Sayori, Yuri e Natsuki igualmente no primeiro ato. Isso faz com que Sayori, quando adquire consciência de si mesma, aprenda com os erros de Monika e agradeça ao jogador por tratá-las tão bem.
Monika também aparece na versão aprimorada do jogo, Doki Doki Literature Club Plus!. Nele, ela é genuinamente simpática com os outros membros, e é mostrado como as quatro criaram o clube.
Ela recebeu várias peças de mercadorias, incluindo uma estatueta Nendoroid da Good Smile Company, uma estatueta Youtooz e mercadorias da Spencer Gifts. Ela também recebeu vários acessórios, incluindo um relógio de pulso e uma sacola.

## Recepção
Monika se tornou um dos personagens mais populares do jogo, com vários memes (como "Just Monika") sendo criados sobre ela. O meme persistiu por anos. Esse nível de popularidade foi surpreendente para o criador Dan Salvato, que questionou se o comportamento sociopata dela é justificado ou se ela foi redimida no final. Em uma pesquisa com os leitores da ITMedia, Monika foi de longe a mais popular do elenco do jogo. Ela recebeu quase metade do total de votos, com muitos dos leitores respondendo com "Just Monika".
Petrana Radulovic incluiu Monika em uma lista dos melhores personagens de jogos eletrônicos da década de 2010, comentando sobre a personalidade manipuladora da personagem e seu amor pelo jogador. Jordan Ramée, que escreve para GameSpot, criticou a maneira em que a reviravolta da Monika foi feita nas versões de console do jogo, dizendo que tiraram a sensação de que Monika estava assumindo o controle do PC do jogador. Ele comentou que sentiu medo ao jogar a versão para PC, mas não a versão para Nintendo Switch, dizendo que ela não parece tão viva. O escritor da Game Informer, Jacob Geller, traçou paralelos entre Monika e os conceitos de Westworld. Ele questionou o conceito de Monika ser ou não humana, discutindo a ideia de que uma cópia e colagem de uma mente humana poderia ser considerada humana. A escritora do Fanbyte, Kara Dennison, discutiu a personalidade de Monika; ela a chamou de "bonita, inteligente, atlética e motivada", embora tenha observado que ela apresentava tendências que podem ser sintomas de Transtorno de personalidade narcisista. Essas características incluem a necessidade constante de atenção, a identificação de outras pessoas como não sendo reais e a capacidade de excluir seus amigos sem qualquer preocupação. Além disso, ela discutiu uma tática que os narcisistas podem usar para chamar a atenção, em que eles difamam os outros, fazendo um contraste entre as publicações difamatórias na mídia social e Monika modificando o código dos outros.
Mitch Jay Lineham, da PCGamesN, considerou a história de Monika trágica, discutindo como ela é apenas uma personagem secundária em um jogo, e como o jogador e o mundo real representam um lugar onde ela pode ser mais do que isso. Shohei Fujita, que escreve para IGN Japan, falou sobre o momento em que Monika e o jogador são deixados sozinhos como sendo assustador, temendo a possibilidade de ocorrerem coisas como bugs ou elementos surpreendentes. Fujita observou que passou 30 minutos ouvindo a conversa dela e achou o que ela disse intrigante. Ele identificou Monika como um dos melhores aspectos do jogo. Charlotte Cutts, da Destructoid, considerou Monika uma "personagem detestável", dizendo que, desde o início do jogo, sentiu que havia algo de errado com ela. Sunayoshi Izumo a considerou a melhor personagem do jogo, bem como uma das melhores personagens femininas dos últimos 10 anos. Izumi discutiu a solidão de Monika, afirmando que os sentimentos dela lhe ressoavam. Também comentou que as palavras finais de Monika no final do jogo foram tocantes, e incentivou as pessoas solitárias a jogar o jogo para que também pudessem ouvir as palavras de Monika.